# آلاینده

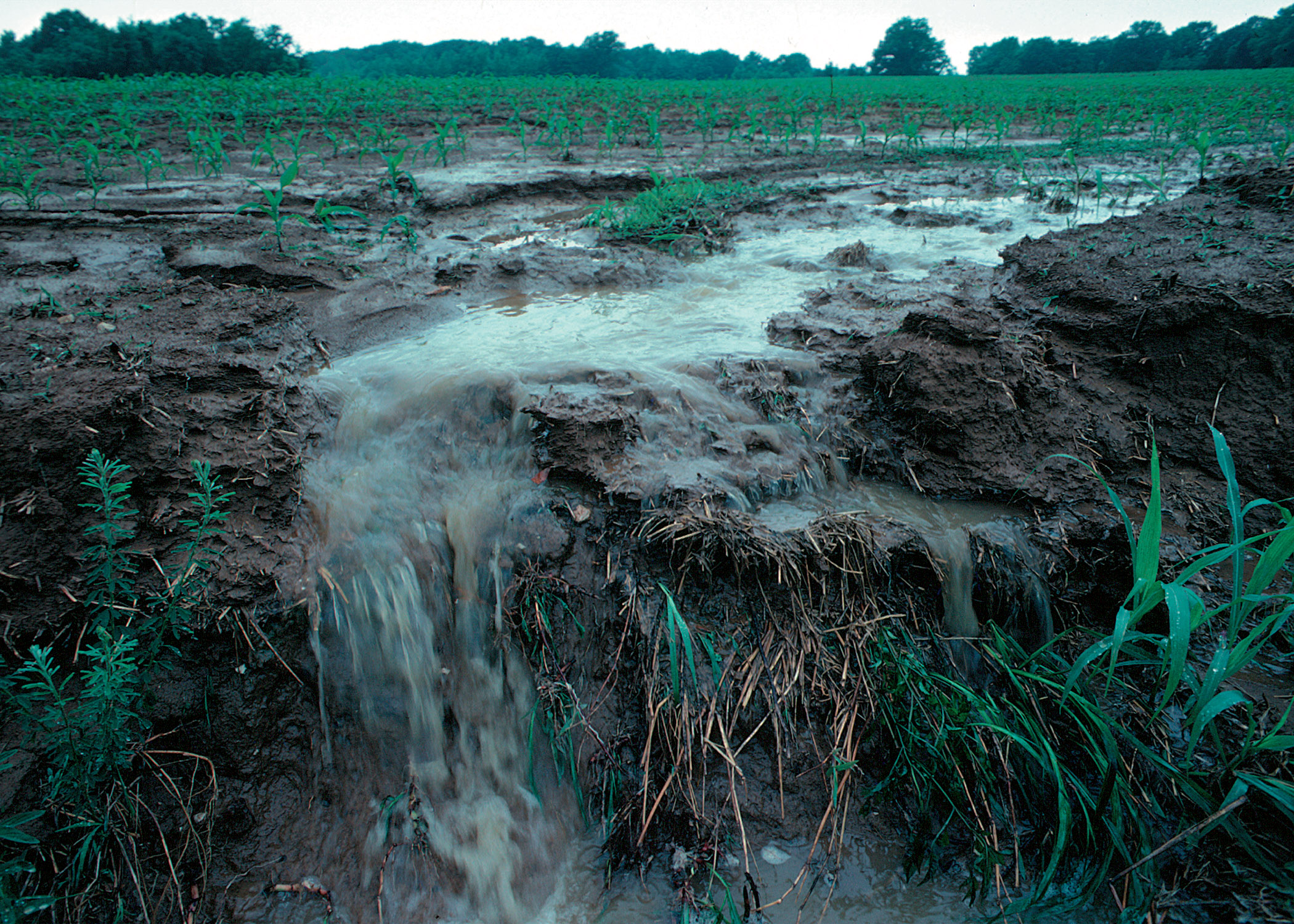
رواناب سطحی که آلودگی منبع غیرنقطه‌ای نیز نامیده می‌شود، از مزرعه‌ای در آیووا، ایالات متحده در طول توفان باران. خاک سطحی و همچنین کودهای کشاورزی و سایر آلاینده‌های بالقوه، در هنگام وقوع باران‌های شدید، مزارع حفاظت‌نشده مزرعه را روان می‌کنند.

آلاینده یا آلوده‌کننده (به انگلیسی: Pollutant) یا موجودیت جدید ماده یا انرژی واردشده به محیط زیست است که اثرات نامطلوبی دارد، یا بر سودمندی یک منبع تأثیر نامطلوب می‌گذارد. اینها می‌توانند به‌طور طبیعی تشکیل شوند (مانند مواد معدنی یا ترکیبات استخراج‌شده مانند نفت) یا منشأ انسانی (یعنی مواد ساخته‌شده یا محصولات جانبی ناشی از تجزیه زیستی). زمانی که آلاینده به غلظت کافی برسد که اثرات منفی قابل توجهی داشته باشد، منجر به آلودگی محیط زیست می‌شود یا به نگرانی‌های بهداشت همگانی تبدیل می‌شود.
یک آلاینده ممکن است با تغییر سرعت رشد گونه‌های گیاهی یا جانوری، یا با تداخل در امکانات رفاهی، آسایش، سلامتی یا ارزش‌های دارایی، آسیب‌های بلندمدت یا کوتاه‌مدت ایجاد کند. برخی از آلاینده‌ها زیست‌تخریب‌پذیر هستند و بنابراین در درازمدت در محیط زیست باقی نمی‌مانند. با این حال، محصولات تخریبی برخی از آلاینده‌ها، مانند محصولات DDE و DDD تولیدشده از تجزیه ددت، خود آلاینده هستند.
آلودگی اثرات منفی گسترده‌ای بر محیط زیست دارد. هنگامی که از دید مرزهای سیاره‌ای تحلیل می‌شود، جامعه بشری موجودات جدیدی را منتشر کرده‌است که به خوبی از سطوح ایمن فراتر می‌روند.

### آلاینده‌های قابل توجه
آلاینده‌های قابل توجه شامل گروه‌های زیر هستند:
- جیوه (Hg)
- آلاینده‌های آلی پایدار (POPs)
- ازن (ازن)
- ذرات معلق (PM)
- آلاینده‌های دارویی پایدار محیطی (EPPP)
- هیدروکربن‌های آروماتیک چندحلقه‌ای (PAHs)
- ترکیبات آلی فرار (VOCs)